# St. Dionysius (Waldorf)

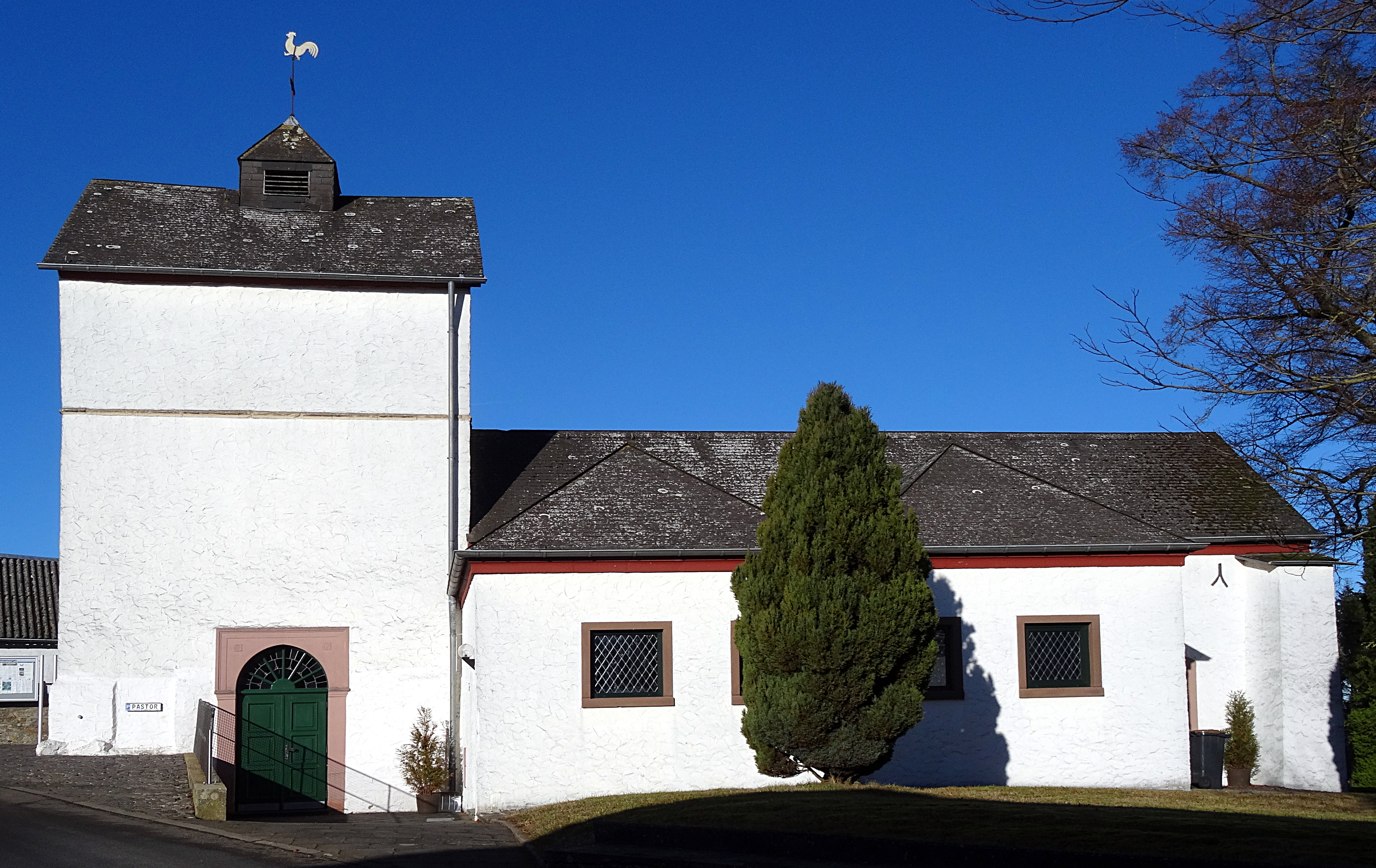
St. Dionysius in Waldorf

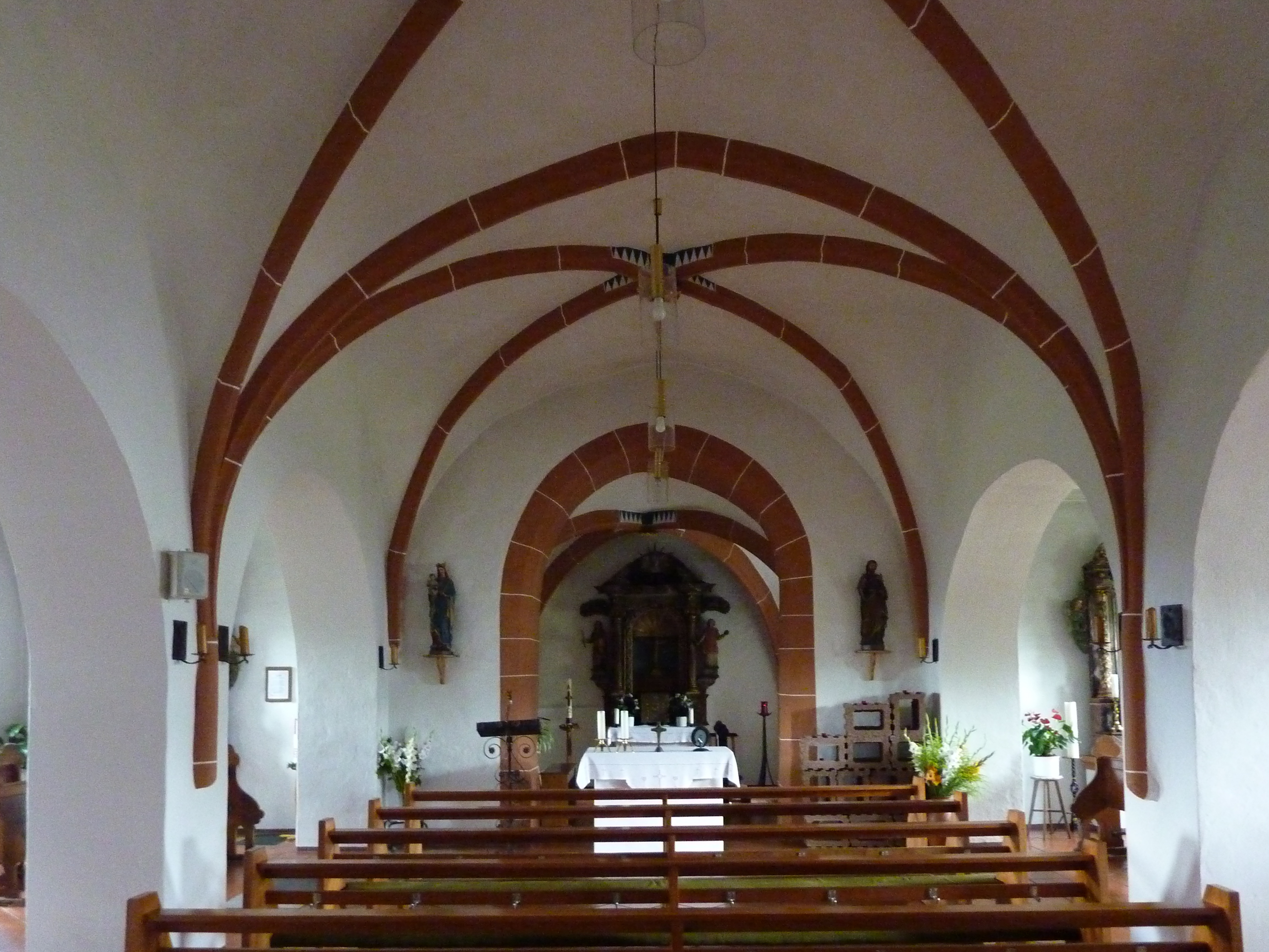
Inneres Richtung Chor

St. Dionysius ist eine römisch-katholische Filialkirche im Blankenheimer Ortsteil Waldorf im Kreis Euskirchen in Nordrhein-Westfalen.
Die Kirche ist dem hl. Bischof Dionysius von Paris geweiht und gehört zur Pfarre St. Agatha, Alendorf. Das Bauwerk ist unter Nummer 157 als Baudenkmal in die Liste der Baudenkmäler in Blankenheim (Ahr) eingetragen.

## Lage
Das Kirchengebäude befindet sich in der Ortsmitte von Waldorf an der Waldorfstraße.

## Geschichte
Die heutige Kirche wurde im 15. Jahrhundert erbaut. Ob es schon einen Vorgängerbau gegeben hat, ist nicht bekannt, jedenfalls wurde die kleine Kirche im Jahr 1495 erstmals schriftlich bei Einrichtung einer Stiftung erwähnt. Die Kirche war seither Filialkirche von Alendorf, im 18. Jahrhundert hatte der Pfarrer von Alendorf in Waldorf die Heilige Messe zu lesen. Damals durfte hier aber weder getauft noch getraut werden, das war der Pfarrkirche in Alendorf vorbehalten. Über Jahrhunderte blieb die Waldorfer Kirche unverändert, erst Mitte de 20. Jahrhundert wurde die Saalkirche zu klein für die Gemeinde. So beschloss man, die Kirche um zwei Seitenschiffe zu erweitern, die schließlich zwischen 1970 und 1972 nach Plänen des Architekten Werner Geyer errichtet worden sind.

## Baubeschreibung
St. Dionysius ist eine dreischiffige Kirche. Mittelschiff, Chor und Glockenturm sind im Stil der Spätgotik erbaut, die beiden Seitenschiffe sind modern. Das Mittelschiff ist zweijochig und kreuzrippengewölbt. Der Chor ist quadratisch und ebenfalls kreuzrippengewölbt.

## Ausstattung
Das Innere birgt eine reiche Barockausstattung des 17. Jahrhunderts. Sie besteht aus einem Hochaltar und zwei Nebenaltären. Den Kreuzweg schuf Josef Jansen 1992.

St. Dionysius
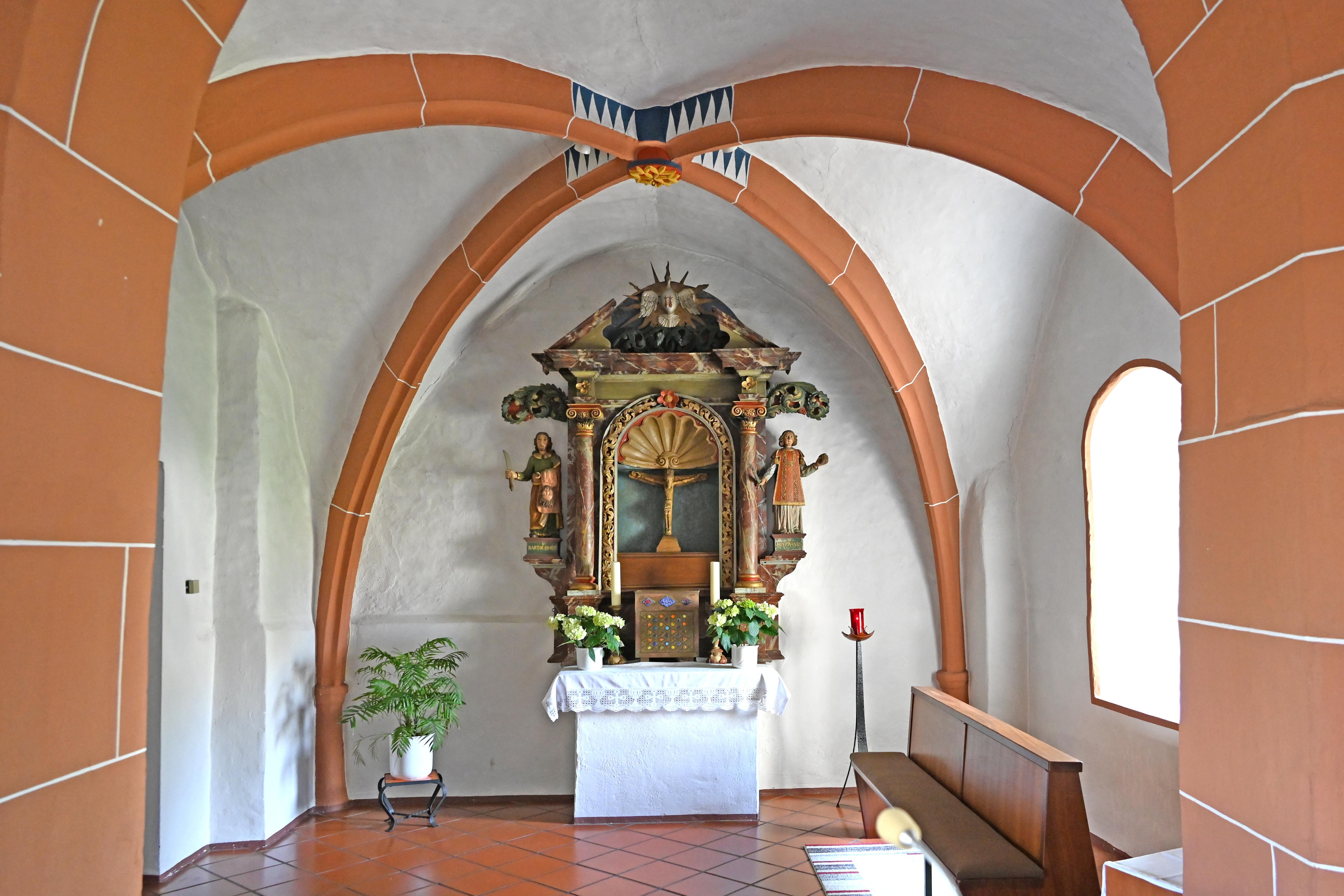
Chor mit Altar (17. Jh.)
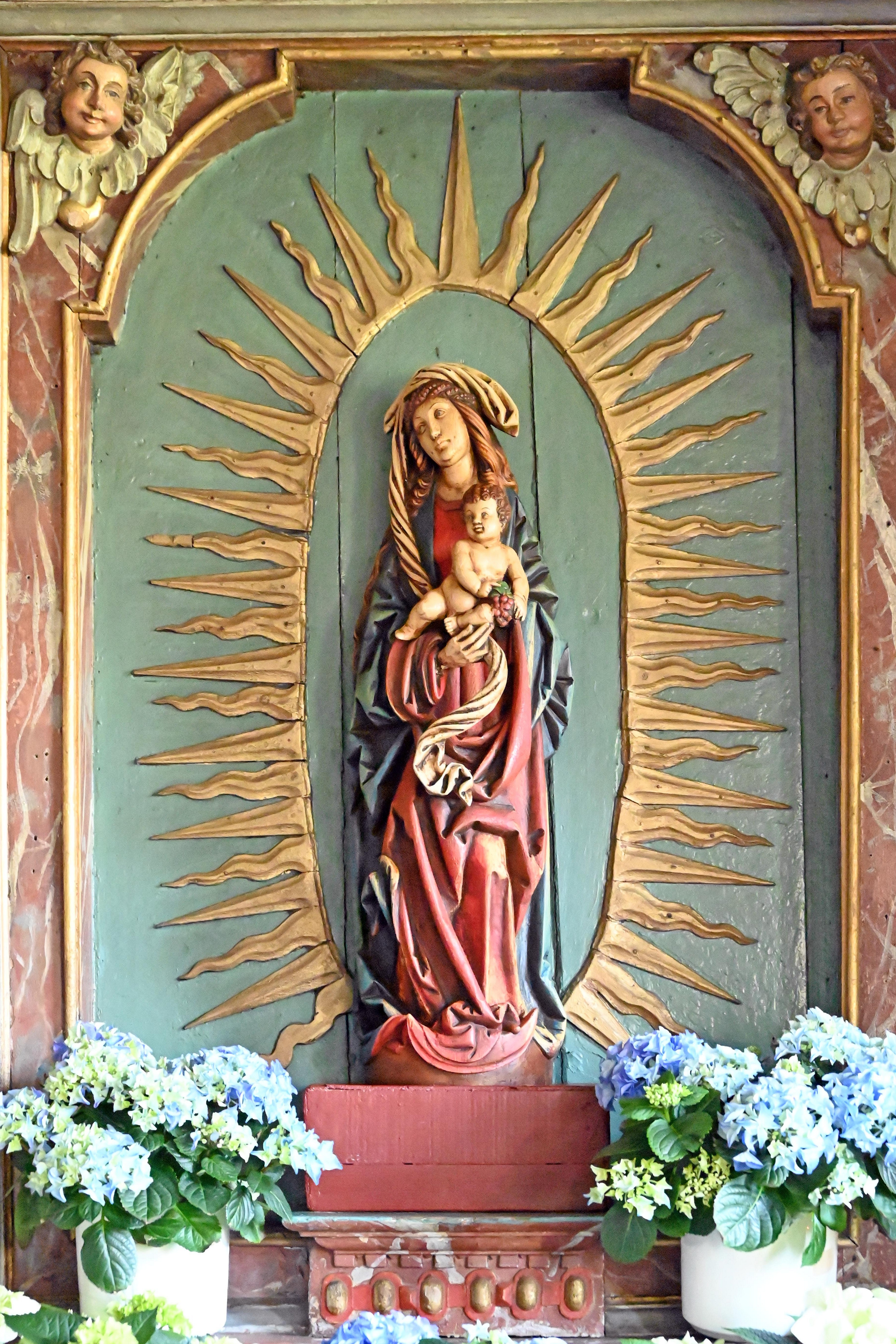
Marienaltar
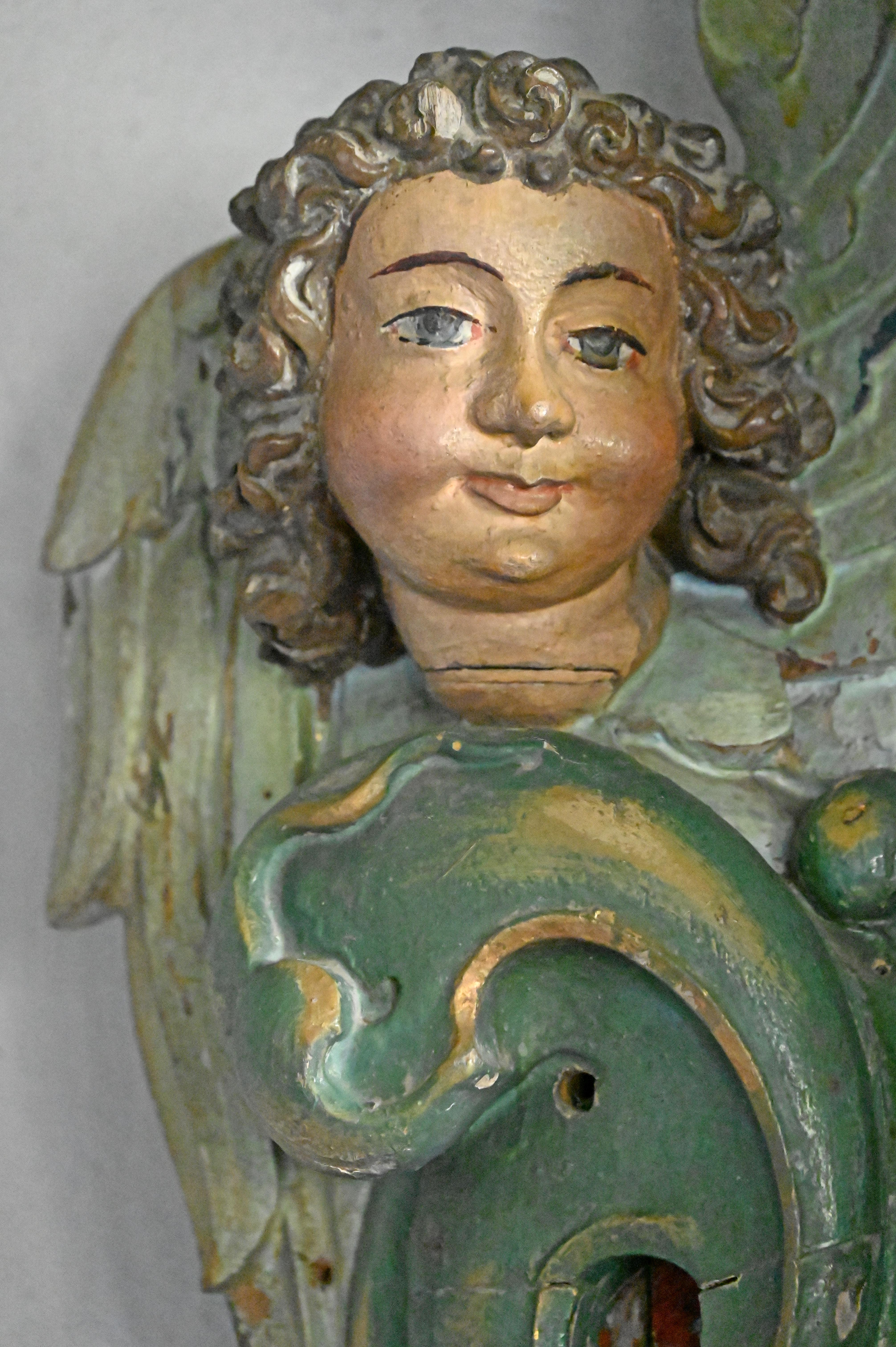
Engelkopf
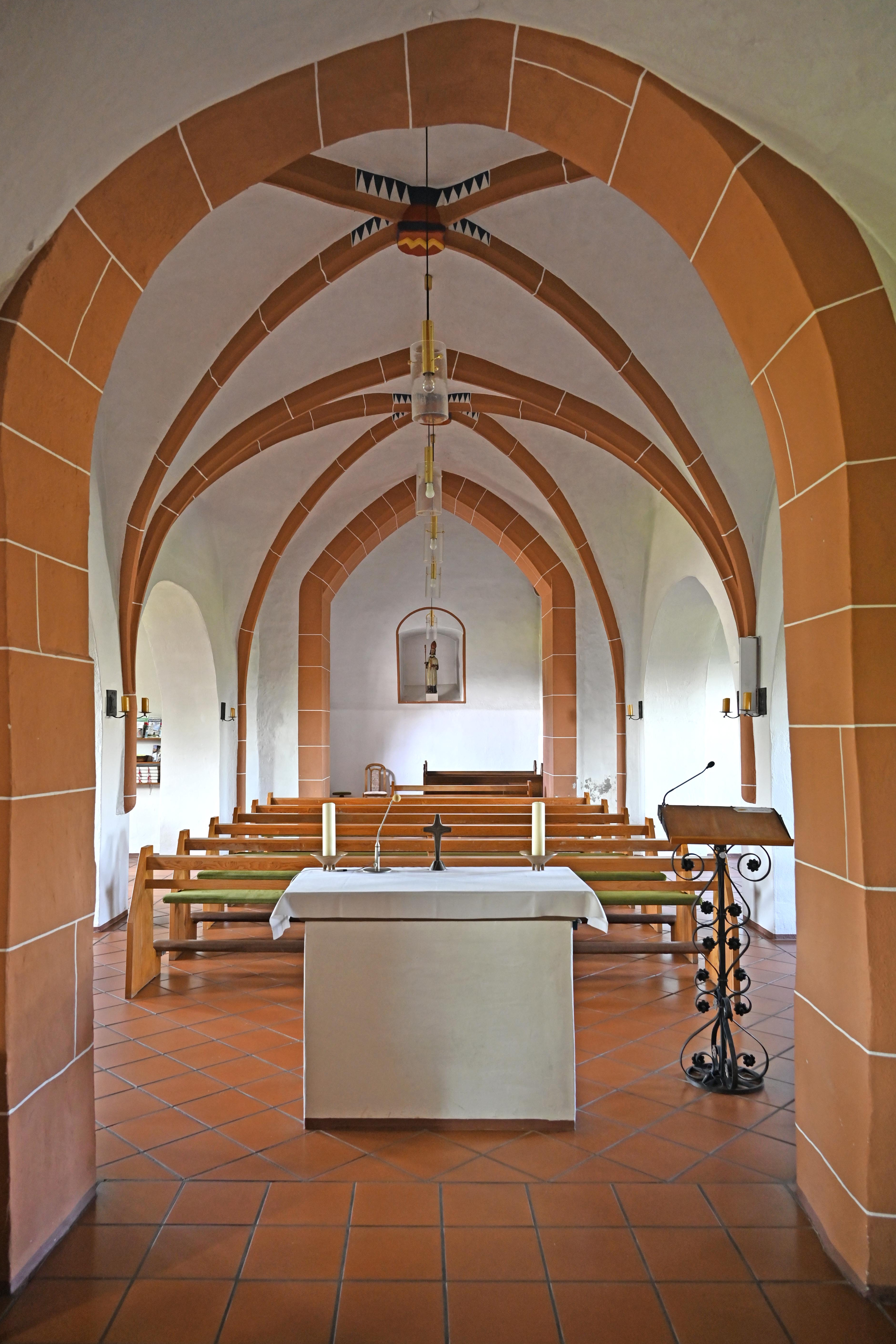
Mittelschiff
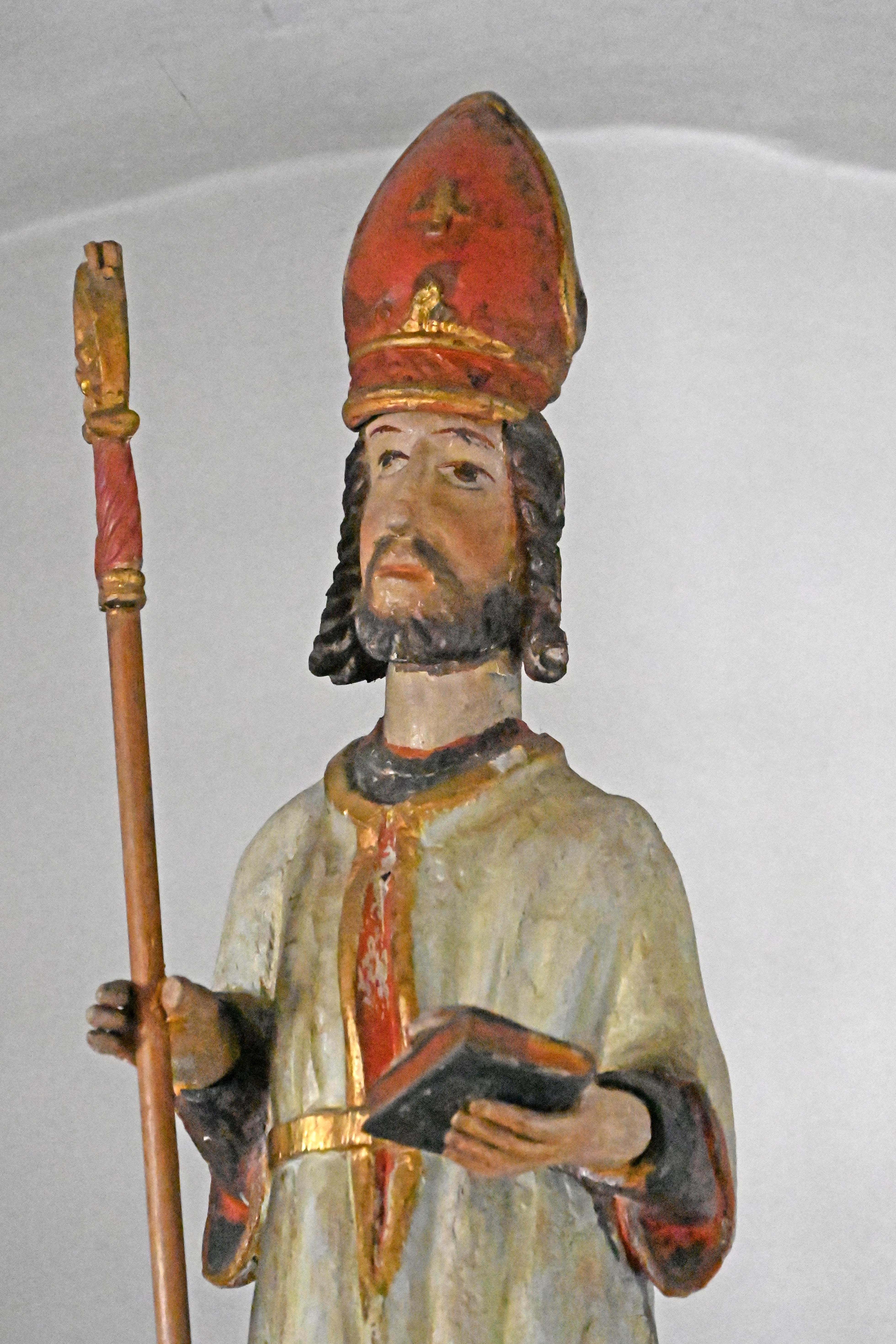
St. Dionysius
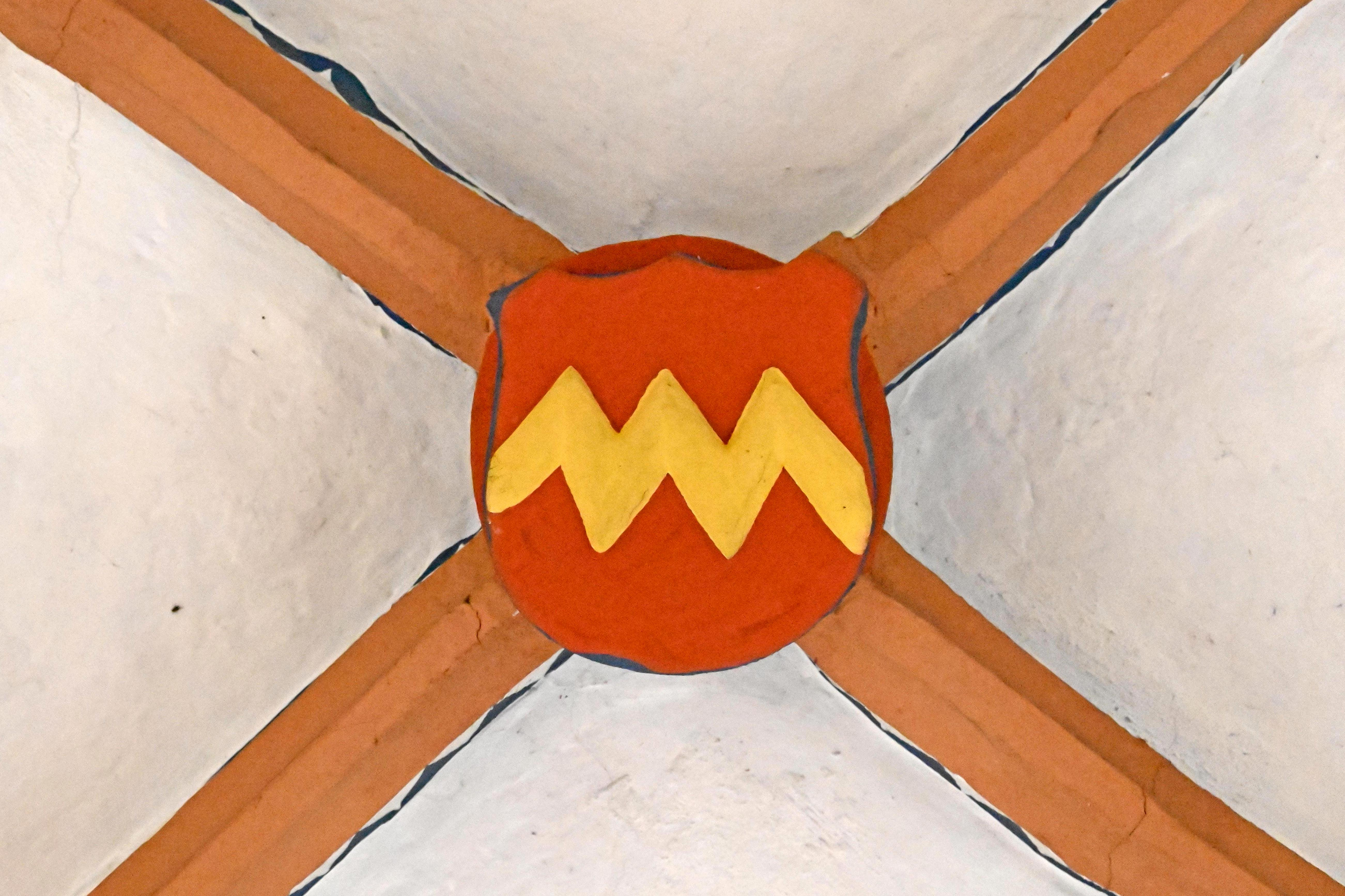
Manderfeld-Wappen